# Mehmed Ier
Mehmed Ier Çelebi ou Mohammed Ier est un sultan ottoman. 
Après la guerre civile appelée « l'interrègne » de 1403 à 1413, il est reconnu sultan dans tout l'Empire ottoman. Mehmed Ier est mort à Edirne le 26 mai 1421. Pour éviter de renouveler la période de troubles ayant précédé son règne, sa mort est cachée au peuple et à l'armée. Il est enterré au « mausolée vert » (Yeşil Türbe) à Bursa (anciennement Brousse).
Il a plusieurs filles et plus de cinq fils, dont Mustafa Çelebi, Mourad II, Ahmed, Yusuf et Mahmud.

## Biographie
Né à Edirne en 1386 ou 1387, il est le quatrième fils de Bayezid Ier. Sa mère, Devlet, est une esclave comme l'indique le document établissant sa fondation pieuse, et non la fille du bey de Germiyan comme le suppose une tradition populaire.
Il reçoit son éducation au palais de Brousse. Il fait son apprentissage d'administrateur dans la province d'Amasya comme gouverneur.

### La période d'interrègne (Fetret devri)
Bayezid Ier a cinq fils : Süleyman, Isa, Musa, Mehmed et Mustafa. Ce dernier qui est supposé tué avec son père à la bataille d'Ankara en 1402.

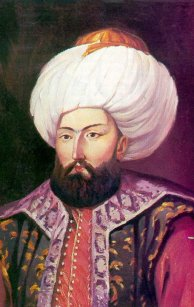
Le sultan Mehmed Ier

Après la défaite de Bayezid Ier devant Tamerlan à la bataille d'Ankara en 1402, l'Empire ottoman est sur le point d'exploser. Ses fils se disputent sa succession. Süleyman à Edirne règne sur la Bulgarie et la Thrace, Isa Çelebi à Brousse, Mehmed Çelebi à Amasya et Musa à Balıkesir se déclarent chacun sultan dans son fief. Mehmed et Musa s'allient d'abord contre Isa qu'ils tuent. Mehmed envoie Musa en expédition contre Süleyman en passant par la mer Noire. Musa parvient à envahir la Bulgarie et à prendre Edirne. Il en profite pour s'y proclamer sultan (1410). Mehmed furieux de cette trahison envoie une petite garnison à Gallipoli, mais elle est repoussée. La politique brutale de Musa lui suscite des ennemis tant à l’extérieur qu’à l’intérieur. Mehmed s’allie alors avec l’empereur byzantin Manuel II Paléologue et bat Musa (1413). Il se proclame alors sultan à Edirne, dont il fait sa capitale.
Mustafa Çelebi, surnommé Düzmece Mustafa (le faux Mustafa), fait son apparition en 1405 après la mort de Tamerlan comme étant le cinquième frère qui était en captivité à Samarcande (et pas mort comme supposé), beaucoup le traitent d'imposteur, il s'installe en Anatolie avec le projet de détrôner son frère (1405). Pour cela, il s'allie avec le prince Mircea Ier de Valachie et de Cüneyd, le bey de l'Émirat d'Aydın, vaincu par les forces de Mehmed Ier ; il trouve refuge auprès de l'empereur byzantin à Thessalonique en 1419. Mehmed signe un traité avec l'empereur Manuel II Paléologue pour exiler Mustapha sur l'île de Lemnos.

### Restauration de l'Empire
Durant la période d'interrègne, l'Empire s'est effrité et un certain nombre de territoires de l'Anatolie ont été perdus. Mehmed Ier se fait un devoir de les récupérer au plus vite. Il annexe Izmir (Smyrne) en 1414. Il organise une campagne pour attaquer les Karamanides (en turc, Karamanoğulları) qui ont attaqué Brousse. Une fois vaincus, les Karamanides demandent grâce à Mehmed Ier, ce qu'il fait, les laissant vivre sur leurs terres, mais l'état karamanide est annexé.
Après cette consolidation en Anatolie Mehmed Ier part vers la Roumélie. Il soumet la Valachie et lui impose de payer tribut. Dans le même temps il renforce sa flotte et les premiers combats navals ont lieu.
À sa mort, Mehmed Ier a mené 24 campagnes militaires et été blessé 40 fois.

### L'épopée du Cheikh Bedrettin
La population souffre des conséquences de la guerre civile, les impôts écrasent le peuple. Le théologien originaire d'Edirne, Cheikh Bedreddin, a un sens aigu de la justice sociale et de la liberté, il adopte un modèle politique démocratique avec un gouvernement élu[réf. nécessaire]. Il défend toutes les populations opprimées, qu'elles soient turques, grecques ou juives. L'Anatolie connait ainsi une grande révolte populaire. Sa devise est « Partagez tout hormis les joues de votre bien-aimée ». Un de ses plus fidèles disciples est Börklüce Mustafa, qui après une série de victoires sur les troupes du sultan doit se replier dans la péninsule de Karaburun avec 10 000 de ses hommes. Finalement vaincu, Börklüce Mustafa est crucifié par Mehmed Ier. Cheikh Bedrettin est pris dans la ville de Serez, jugé par le cadi local, puis pendu.